# Macedonian Open 2025
Il Macedonian Open 2025 è stato un torneo maschile di tennis professionistico. È stata la 3ª edizione del torneo, facente parte della categoria Challenger 75 nell'ambito dell'ATP Challenger Tour 2025, con un montepremi di 91 000 €. Si è giocato dal 19 al 24 maggio 2025 sui campi in terra rossa del Tennis Club Jug di Skopje, in Macedonia del Nord.

## Partecipanti

### Teste di serie
| Nazionalità | Giocatore          | Ranking* | Testa di serie |
| ----------- | ------------------ | -------- | -------------- |
| Bolivia     | Hugo Dellien       | 103      | 1              |
| Ungheria    | Zsombor Piros      | 204      | 2              |
| Regno Unito | Jay Clarke         | 233      | 3              |
| Spagna      | Oriol Roca Batalla | 240      | 4              |
| Norvegia    | Viktor Durasovic   | 246      | 5              |
|             | Marat Sharipov     | 247      | 6              |
| Paesi Bassi | Max Houkes         | 249      | 7              |
| Croazia     | Mili Poljičak      | 270      | 8              |

* Ranking al 5 maggio 2025.

### Altri partecipanti
I seguenti giocatori hanno ricevuto una wild card per il tabellone principale:
- Kalin Ivanovski
- Yanaki Milev
- Dino Prižmić

Il seguente giocatore è entrato in tabellone nell'ambito dello Junior Accelerator Programme:
- Maxim Mrva

Il seguente giocatore è entrato in tabellone nell'ambito del Next Gen Accelerator Programme:
- Joel Schwärzler

I seguenti giocatori sono entrati in tabellone come alternate:
- Nicolás Álvarez Varona
- Mika Brunold
- Jelle Sels

I seguenti giocatori sono passati dalle qualificazioni:
- Lilian Marmousez
- Manas Dhamne
- Neil Oberleitner
- Franco Agamenone
- Nerman Fatić
- Toby Kodat

I seguenti giocatori sono entrati in tabellone come lucky loser:
- Matej Dodig
- Daniel Michalski

## Punti e montepremi
| Torneo    | Torneo              | V     | F     | SF    | QF    | 2T    | 1T  | Q | Q2  | Q1  |
| Singolare | Punti               | 75    | 44    | 22    | 12    | 6     | 0   | 4 | 2   | 0   |
| Singolare | Premi in denaro (€) | 9,880 | 5,820 | 3,450 | 2,000 | 1,165 | 720 | – | 360 | 185 |
| Doppio    | Punti               | 75    | 44    | 22    | 12    | –     | 0   | – | –   | –   |
| Doppio    | Premi in denaro (€) | 4,250 | 2,450 | 1,480 | 880   | –     | 500 | – | –   | –   |

## Campioni

### Singolare
Jay Clarke ha sconfitto in finale  Nerman Fatić con il punteggio di 6–2, 6–3.

### Doppio
Andrew Paulson /  Michael Vrbenský hanno sconfitto in finale  Sriram Balaji /  Miguel Ángel Reyes-Varela con il punteggio di 2–6, 6–4, [10–6].